# 莫爾頓波
莫爾頓波是大尺度的太陽日冕激波在色球上的記號，有如在太陽上發生的一種海嘯，它們是由太陽閃焰生成的。它們的名稱來自美國天文學家蓋亞·莫爾頓，他在加利福尼亞州伯班克的洛克希德太陽天文台工作時，在1959年注意到這種現象，在間時攝影中發現色球中有巴耳末α躍遷的亮光。
幾十年來有一些後續的研究，然後在1995年發射的太陽和太陽風層探測器 (SOHO) 觀測到日冕上的波動造成莫爾頓波，使莫爾頓波再度成為研究的主題。(SOHO的遠紫外線影像望遠鏡儀器發現另一種不一樣的波，稱為'EIT波') 。真實的莫爾頓波 ( aka快速模式的磁流體動力學波也被日地關係天文台的兩艘太空船證實。他們在2009年2月觀察到伴隨著日冕物質拋射，速度為每秒250公里，高達100,000公里的熱磁性電漿。

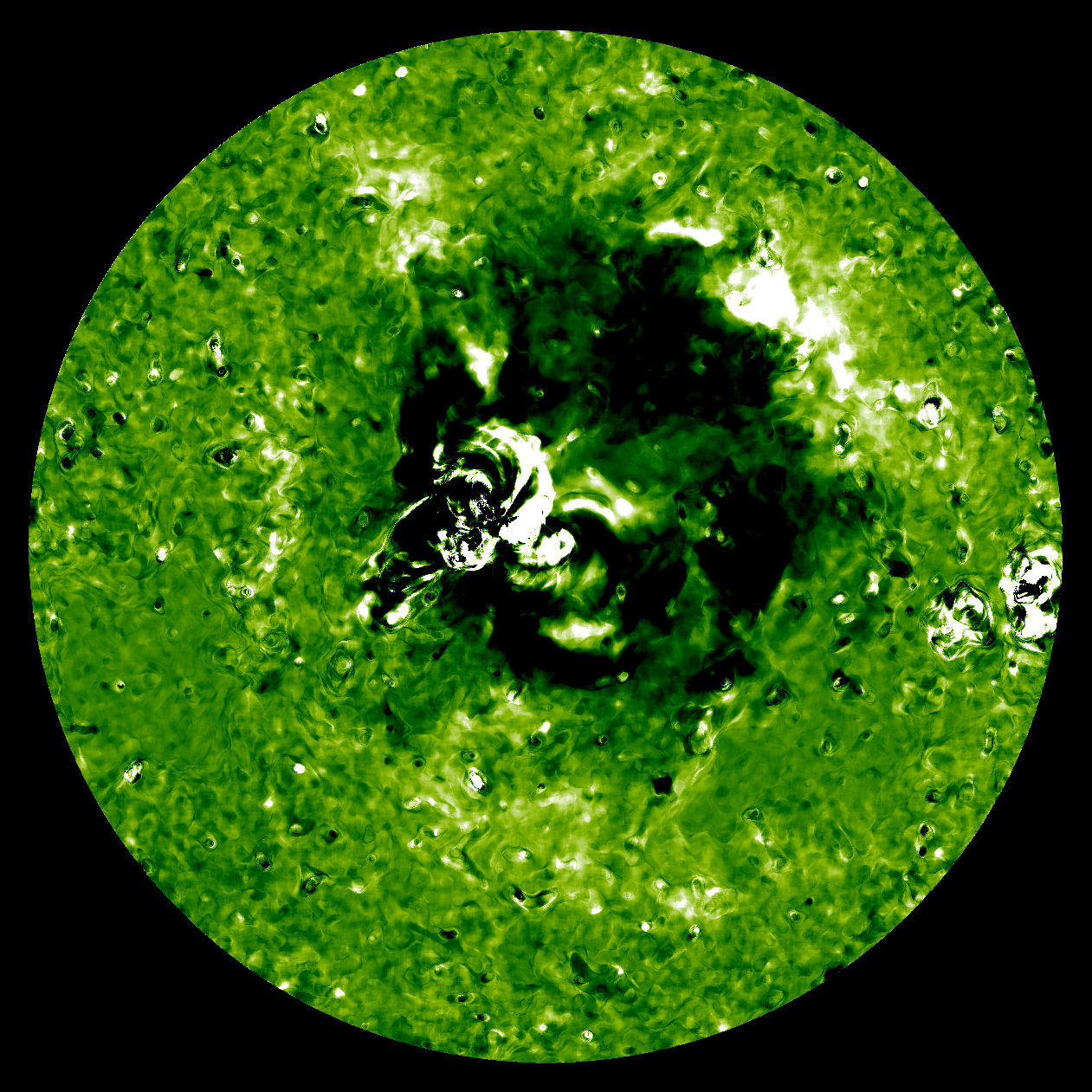
太陽海嘯

莫爾頓波傳播的速度在每秒500-1500公里，並依據與電波II型爆發相關的著名Yutaka Uchida理論，和色球產生交互作用發生冠狀磁流體動力學的快速模式弱衝激波。莫爾頓波主要是以Hα波段來觀測。